# 2016-os Phoenix Grand Prix
A 2016-os Phoenix Grand Prix volt a 2016-os IndyCar Series szezon második futama, egyben az első, melyet ovál pályán futottak. A versenyt április 2-án rendezték meg az arizonai Avondale-ben. A versenyt az NBCSN közvetítette.

## Nevezési lista
| Csapat                         | Első versenyző | Első versenyző     | Második versenyző | Második versenyző | Harmadik versenyző | Harmadik versenyző | Negyedik versenyző | Negyedik versenyző |
| ------------------------------ | -------------- | ------------------ | ----------------- | ----------------- | ------------------ | ------------------ | ------------------ | ------------------ |
| Team Penske                    | 2              | Juan Pablo Montoya | 3                 | Hélio Castroneves | 12                 | Will Power         | 22                 | Simon Pagenaud     |
| Schmidt Peterson Motorsports   | 5              | James Hinchcliffe  | 7                 | Mihail Aljosin    |                    |                    |                    |                    |
| Chip Ganassi Racing Teams      | 8              | Max Chilton        | 9                 | Scott Dixon       | 10                 | Tony Kanaan        | 83                 | Charlie Kimball    |
| KVSH Racing                    | 11             | Sébastien Bourdais |                   |                   |                    |                    |                    |                    |
| A.J. Foyt Enterprises          | 14             | Szató Takuma       | 41                | Jack Hawksworth   |                    |                    |                    |                    |
| Rahal Letterman Lanigen Racing | 15             | Graham Rahal       |                   |                   |                    |                    |                    |                    |
| Dale Coyne Racing              | 18             | Conor Daly         | 19                | Luca Filippi      |                    |                    |                    |                    |
| Ed Carpenter Racing            | 20             | Ed Carpenter       | 21                | Josef Newgarden   |                    |                    |                    |                    |
| Andretti Autosport             | 26             | Carlos Muñoz       | 27                | Marco Andretti    | 28                 | Ryan Hunter-Reay   |                    |                    |
| Andretti Herta Autosport       | 98             | Alexander Rossi    |                   |                   |                    |                    |                    |                    |

## Időmérő
Az időmérőt április 1-én, délután tartották. A versenyző két kört mehettek a pályán, majd e körök átlagsebességéből alakult ki a rajtsorrend.
Chilton nyitotta az időmérőt egy jó átlagsebességgel, de az utána következő Muñoz autójának hátulja megindult, majd a pilóta háttal csapódott a falba. Muñoz nem vesztette el az eszméletét, csak a térdeit fájlalta a baleset után.
Ezután a St. Petersburgban diadalmaskodó Montoya át vette a vezetést, de nála is gyorsabbnak bizonyult csapattársa, Hélio Castroneves, akinek az utolsó kanyarban kellett nagyot mentenie. Castronevest csak Kanaan tudta megszorongatni, de a meg kellett elégednie a második hellyel.
Graham Rahalnak az első kanyarban kellett korrigálnia, így az utolsó helyre hozta be az autót. Az utána következő Newgarden alatt is ugyanott csúszott meg az autó, ám ő nem emelte el a gázról a lábát, így ideiglenesen az előkelő hatodik helyre hozta be az autót.
A brazil pilóták kisajátították az első két helyet, mögöttük Montoya és Kimball és a szabadedzésen leggyorsabbnak bizonyult Ed Carpenter végeztek. Szató és Hinchcliffe korábban összetörték autóikat, így ők az utolsó rajtsorból várhatták a rajtot.
| 1.                    | 3  | Hélio Castroneves  | Team Penske                    | 192,324         |
| 2.                    | 10 | Tony Kanaan        | Chip Ganassi Racing            | 191,511         |
| 3.                    | 2  | Juan Pablo Montoya | Team Penske                    | 191,366         |
| 4.                    | 83 | Charlie Kimball    | Chip Ganassi Racing            | 191,220         |
| 5.                    | 20 | Ed Carpenter       | Ed Carpenter Racing            | 190,780         |
| 6.                    | 9  | Scott Dixon        | Chip Ganassi Racing            | 190,376         |
| 7.                    | 21 | Josef Newgarden    | Ed Carpenter Racing            | 190,094         |
| 8.                    | 8  | Max Chilton        | Chip Ganassi Racing            | 189,972         |
| 9.                    | 12 | Will Power         | Team Penske                    | 189,749         |
| 10.                   | 22 | Simon Pagenaud     | Team Penske                    | 189,654         |
| 11.                   | 27 | Marco Andretti     | Andretti Autosport             | 189,071         |
| 12.                   | 28 | Ryan Hunter-Reay   | Andretti Autosport             | 188,966         |
| 13.                   | 7  | Mihail Aljosin     | Schmidt Peterson Motorsports   | 187,998         |
| 14.                   | 98 | Alexander Rossi    | Andretti Hertha Autosport      | 186,939         |
| 15.                   | 11 | Sébastien Bourdais | KVSH Racing                    | 186,544         |
| 16.                   | 19 | Luca Filippi       | Dale Coyne Racing              | 185,814         |
| 17.                   | 41 | Jack Hawksworth    | A.J. Foyt Enterprises          | 185,046         |
| 18.                   | 18 | Conor Daly         | Dale Coyne Racing              | 184,261         |
| 19.                   | 15 | Graham Rahal       | Rahal Lanigen Letterman Racing | 179,770         |
| 20.                   | 14 | Szató Takuma       | A.J. Foyt Enterprises          | Sebesség nélkül |
| 21.                   | 26 | Carlos Muñoz       | Andretti Autosport             | Sebesség nélkül |
| 22.                   | 5  | James Hinchcliffe  | Schmidt Peterson Motorsports   | Sebesség nélkül |
| HIVATALOS VÉGEREDMÉNY |    |                    |                                |                 |

## Rajtfelállás
| Sor | Belső ív | Belső ív           | Külső ív | Külső ív          |
| --- | -------- | ------------------ | -------- | ----------------- |
| 1.  | 3        | Hélio Castroneves  | 10       | Tony Kanaan       |
| 2.  | 2        | Juan Pablo Montoya | 83       | Charlie Kimball   |
| 3.  | 20       | Ed Carpented       | 9        | Scott Dixon       |
| 4.  | 21       | Josef Newgarden    | 8        | Max Chilton       |
| 5.  | 12       | Will Power         | 22       | Simon Pagenaud    |
| 6.  | 27       | Marco Andretti     | 28       | Ryan Hunter-Reay  |
| 7.  | 7        | Mihail Aljosin     | 98       | Alexander Rossi   |
| 8.  | 11       | Sébastien Bourdais | 19       | Luca Filippi      |
| 9.  | 41       | Jack Hawksworth    | 18       | Conor Daly        |
| 10. | 15       | Graham Rahal       | 14       | Szató Takuma      |
| 11. | 26       | Carlos Muñoz       | 5        | James Hinchcliffe |

## Verseny
A versenyt március 13-án délután tartották. Castronev és Tony Kanaan jól rajtoltak, ám legjobban minden kétségen kívül Ryan Hunter-Reay rajtolt, aki a 12. helyről rajtolva, majd az első kanyarban a külső ívet választva, több mint 5 helyet jött előre. Castroneves vezetni tudta az első 39 kört, de jobb első defektje miatt a boxba kellett hajtania, így tetemes hátrányt szedett össze. A pályára visszatérve, az első ovál versenyén induló Luca Filippivel küzdött. De Filippi autója a pálya külső, poros ívére érve megcsúszott, majd a pálya másik oldalán lefulladt. Miután Montoya nagyjából annyi körig vezette a versenyt, mint csapattársa, a boxba hajtott, szintén jobb első defekt miatt, a vezetést pedig Scott Dixon örökölte meg. A 116. körben Muñoz megcsúszott és a falhoz vágta autóját. 18 körrel később Josef Newgarden meg szerette volna előzni Charlie Kimballt, de a két autó összeért és Kimball kicsúszott. A későbbiekben Bourdais Montoyával csatázott, de a külső íven megcsúszott és lekoccolta a falat. Pár körrel később Ed Carpenter is balesetet szenvedett, ám ő nem volt ilyen szerencsés, ki kellett állnia a versenyből. A sárga zászló miatt az élmezőny kiállt egy kerékcserére, melyből Simon Pagenaud jött ki a legjobban, feljőve a második helyre. A verseny végére az első négyes közel került egymáshoz, de Alexander Rossi miatt a versenyt a peace car mögött fejezték be. Dixon a 39. győzelmét szerezte meg, mellyel az örökranglistán a negyedik helyen áll Al Unserrel együtt.
| Helyezés              | #  | Versenyző          | Csapat                         | Futott kör (Idő/Kiesés oka) | Rajthely | Élen töltött körök száma | Pont |
| --------------------- | -- | ------------------ | ------------------------------ | --------------------------- | -------- | ------------------------ | ---- |
| 1.                    | 9  | Scott Dixon        | Chip Ganassi Racing            | 250 (1:49:38,3855)          | 6        | 155                      | 53   |
| 2.                    | 22 | Simon Pagenaud     | Team Penske                    | 250                         | 10       | –                        | 40   |
| 3.                    | 12 | Will Power         | Team Penske                    | 250                         | 9        | –                        | 35   |
| 4.                    | 10 | Tony Kanaan        | Chip Ganassi Racing            | 250                         | 2        | –                        | 32   |
| 5.                    | 15 | Graham Rahal       | Rahal Letterman Lanigan Racing | 250                         | 19       | –                        | 30   |
| 6.                    | 21 | Josef Newgarden    | Ed Carpenter Racing            | 250                         | 7        | –                        | 28   |
| 7.                    | 8  | Max Chilton        | Chip Ganassi Racing            | 250                         | 8        | –                        | 26   |
| 8.                    | 11 | Sébastien Bourdais | KVSH Racing                    | 250                         | 15       | –                        | 24   |
| 9.                    | 2  | Juan Pablo Montoya | Team Penske                    | 250                         | 3        | 56                       | 23   |
| 10.                   | 28 | Ryan Hunter-Reay   | Andretti Autosport             | 250                         | 12       | –                        | 20   |
| 11.                   | 3  | Hélio Castroneves  | Team Penske                    | 250                         | 1        | 39                       | 21   |
| 12.                   | 83 | Charlie Kimball    | Andretti Autosport             | 250                         | 4        | –                        | 18   |
| 13.                   | 27 | Marco Andretti     | Andretti Autosport             | 250                         | 11       | –                        | 17   |
| 14.                   | 98 | Alexander Rossi    | Bryan Herta Autosport          | 250                         | 14       | –                        | 16   |
| 15.                   | 14 | Szató Takuma       | A.J. Foyt Enterprises          | 249                         | 20       | –                        | 15   |
| 16.                   | 18 | Conor Daly         | Dale Coyne Racing              | 249                         | 18       | –                        | 14   |
| 17.                   | 7  | Mihail Aljosin     | Schmidt Peterson Motorsports   | 248                         | 13       | –                        | 13   |
| 18.                   | 5  | James Hinchcliffe  | Team Penske                    | 248                         | 22       | –                        | 12   |
| 19.                   | 41 | Jack Hawksworth    | A.J. Foyt Enterprises          | 246                         | 17       | –                        | 11   |
| 20.                   | 19 | Luca Filippi       | Dale Coyne Racing              | 243                         | 16       | –                        | 10   |
| 21.                   | 20 | Ed Carpenter       | Ed Carpenter Racing            | 195 (baleset)               | 5        | –                        | 9    |
| 22.                   | 26 | Carlos Muñoz       | Andretti Autosport             | 116 (baleset)               | 21       | –                        | 8    |
| HIVATALOS VÉGEREDMÉNY |    |                    |                                |                             |          |                          |      |

## Statisztikák
Az élen töltött körök száma
- Scott Dixon: 155 kör (96–250)
- Juan Pablo Montoya: 56 kör (40–95)
- Hélio Castroneves: 39 kör (1–39)

## A bajnokság élmezőnyének állása a verseny után
| Pozíció | Pilóta             | Pontok |
| ------- | ------------------ | ------ |
| 1       | Simon Pagenaud     | 83     |
| 2       | Scott Dixon        | 76     |
| 3       | Juan Pablo Montoya | 73     |
| 4       | Ryan Hunter-Reay   | 56     |
| 5       | Tony Kanaan        | 54     |